# سنجاق (فیلم)
«سنجاق» (انگلیسی: Pin (film)) فیلمی در ژانر ترسناک و مهیج است که در سال ۱۹۸۸ منتشر شد. از بازیگران آن می‌توان به دیوید هیولت، سینتیا پرستون، و تری اوکوئین اشاره کرد.